# Josep Tomàs Pau Santol
Josep Tomàs Pau Santol o Joseph Santol, conegut també com a l'abbé Santol (Ceret, Vallespir, 1853 - ibíd., 1923) va ser un religiós, filòleg, professor i erudit nordcatalà, que es dedicà a l'acolliment de la infància.

## Orígens i relació amb els infants
Va ser ordenat sacerdot el 1870. Del 1879 al 1884 va ser vicari de Banyuls de la Marenda, i d'aquesta parròquia passà a Cervera de la Marenda, aleshores un poble de la comuna de Banyuls (se n'independitzaria el 1888). Allí va alçar la nova església de Sant Salvador de Cervera i un cementiri i, seguint els consells d'Emile Caraguel (bisbe de Perpinyà (1877-1885)), comprà tots els terrenys propers amb vistes al mar. A la finca resultant, la Compagnie des chemins de fer du Midi li proposà d'edificar-hi trenta habitatges per a famílies dels seus treballadors, contra pagament de 7.200 francs anuals, i mossèn Santol hi adjuntà dues escoles, una per a nens i una per a nenes, amb residències pels mestres.
La constitució del nou municipi independent de Cervera, que volgué emparar-se de les escoles, i la vinguda d'un nou bisbe, Noël Gaussail, comportà tot un seguit de dificultats amb l’abbé Santol: l'ajuntament alçà un mur per tallar el camí d'accés, i el bisbe el prohibí de celebrar missa els cinc dies de la Pasqua. El mossèn hagué de cedir l'església i el presbiteri a la comuna el 1894, però decidí donar la resta de les seves propietats a la societat de l'orfenat dels Chemins de Fer Français, fundada a París el 1891.
Després de diverses peripècies, amb plets als tribunals entre el municipi i el capellà, el bisbe Gaussail el destinà a la parròquia muntanyenca de Sant Marçal, a la zona minera de Vetera. Santol apel·là a la cúria pontifícia i, rebutjant la destinació de càstig, el 1894 s'establí a París, on el 1901 creà, i n'esdevingué director, l'"Oeuvre du Placement familial". En un asil temporal a l'avinguda Lowendal acollia nens i adolescents (de qualsevol sexe) dels 6 als 18 anys. L'associació tenia per objectiu "envoyer dans les familles agricoles, chrétiennes et aisées de nos campagnes, les enfants indigents de cette immense capitale"), encara que també subministrava adolescents de més de 13 anys als artesans i propietaris que tinguessin orfenats industrials. A finals del 1905, l'obra havia reacomodat 13.881 infants: molts de nens foren enviats als orfenats de fàbriques de vidre a Saint-Ouen, la Plaine Saint-Denis i Creil (Oise), Rouxmesnil (Sena Marítim), Quiquengrogne (Aisne), Sars-Poteries, Trélon i Blanc-Misseron (Nord); mentre que les nenes ho foren als de fàbriques tèxtils de Trouhans (Costa d'Or), Saillans i Touligan (Droma). Alguna premsa el titllà de "traficant de carn humana" i anà a judici diverses vegades: el 1900 (per maltractaments d'un patró a una menor el 1903 (per haver enviat a Portieux tres aprenents que no havien fet els tretze anys) i el 1910 per una falta administrativa; fou absolt en tots els casos; el 1911 dos diaris foren condemnats indemnitzar-lo per calúmnies i ultratges.
El 1912 visità Briviesca, a Espanya, i hi reclutà nens indigents per a la seva obra; poc després, el Cònsol general d'Espanya a França escrivia a l'alcalde de Portieux queixant-se que 17 nens que treballaven a la fàbrica de vidre eren objecte de maltractaments per part de l'amo. Segons una informació del New York Times del 16 de juny del 1922 l'obra havia proporcionat noves llars a 50.000 orfes de guerra.

## Publicacions
El 1883 publicà un assaig sobre la llengua catalana al Rosselló molt revolucionari per als filòlegs de la seva època. A l'escrit defensava que el català era una llengua derivada del llatí per ella mateixa (alguns autors defensaven que el català era un dialecte de l'occità), i que el rossellonès no era un dialecte del català, sinó la llengua mateixa. Lamentava la decadència del català a les contrades nord-pirinenques i argumentava que l'única manera de preservar-lo era usar-lo en l'escriptura. En un nou article a la mateixa revista, escrit en ocasió de la trobada de catalans del nord i del sud (Banyuls, 1883), parlava dels lligams històrics entre l'església catòlica i el català, afirmava que la major part del vocabulari català tenia un significat religiós i concloïa que la renaixença de la llengua no tindria èxit si romania únicament laica i civil. Feia una llista de poetes i escriptors catalans de totes les èpoques i en treia:
| «                                      | «Il suffit de lire le titre de tous ces ouvrages, pour se convaincre du caractère religieux qui distingua toujours la langue de nos ancêtres. Aujourd'hui le clergé catalan, par profession et par gout est assurément le plus dévoué et le plus autorisé conservateur de l'idiome paternel | » |
| — Santol, Essai sur la langue catalane | |   |

Altres obres que publicà foren:
- Le Congrès catalaniste, article a L'Espérance (14 juny-3 agost 1883)
- Essai sur la langue catalane en Roussillon, article a L'Espérance (1883)
- De l'industrie et du commerce en Roussillon durant le Moyen Âge Ceret, 1893
- Tribunal civil de la Seine. Requête présentée à M. le président au nom de M. l'abbé Santol,... contre M. P. Lanoir Paris: imp. de C. Picquoin, 1895
- Rapport sur le sauvetage de l'enfance par les orphelinats agricoles, présenté à l'Assemblée générale des catholiques du Nord et du Pas-de-Calais, le 20 novembre 1895 Lille: impr. de V. Ducoulombier, 1896
- Rapport de M. l'abbé Santol au Conseil d'administration du "Placement familial" (Assemblée générale du 30 juin 1914) La Chapelle-Montligeon: Impr.-librairie de Montligeon, 1914
- Conférence donnée par M. l'abbé Santol, directeur des oeuvres du "Placement familial", 40, avenue de La Motte-Picquet. Paris, le 22 septembre 1922, dans le "Jeanne d'Arc Home", New-York Molineuf (Loir i Cher): Impr. Saint-Paul, 1922